# Lijst van plantenparasitaire soorten aaltjes
Lijst van plantenparasitaire soorten aaltjes.

## A
- Achlysiella williamsi
- Anguina agrostis
- Anguina amsinckiae
- Anguina australis
- Anguina balsamophila
- Anguina funesta
- Anguina graminis
- Anguina spermophaga
- Anguina tritici
- Aphelenchoides arachidis
- Aphelenchoides baguei Maslen, 1979
- Aphelenchoides besseyi Christie, 1942
- Aphelenchoides bicaudatus (Imamura, 1931) Filipjev & Schuurmans Stekhoven, 1941
- Aphelenchoides citri Andrássy, 1957
- Aphelenchoides clarus Thorne & Malek, 1968
- Aphelenchoides confusus Thorne & Malek, 1968
- Aphelenchoides dactylocercus Hooper, 1958
- Aphelenchoides elongatus Schuurmans Stekhoven, 1951
- Aphelenchoides fragariae (Ritzema-Bos, 1890) Christie, 1932
- Aphelenchoides gynotylurus Timm, 1969
- Aphelenchoides helicosoma Maslen, 1979
- Aphelenchoides heterophallus Steiner, 1934
- Aphelenchoides jodhpurensis Tikyani, 1969
- Aphelenchoides limberi Steiner, 1936
- Aphelenchoides marinus Timm, 1969
- Aphelenchoides nonveilleri Andrássy, 1959
- Aphelenchoides obtusus Thorne & Malek, 1968
- Aphelenchoides parietinus (Bastian, l865) Steiner, 1932
- Aphelenchoides ritzemabosi Schwartz, 1911
- Aphelenchoides sacchari Hooper, 1958
- Aphelenchoides subtenuis Cobb, 1926
- Aphelenchoides vaughani Maslen, 1979
- Aphelenchoides vigor Thorne & Malek, 1968

## B
- Belonolaimus gracilis
- Belonolaimus longicaudatus

## C
- Craspedonema elegans

## D
- Ditylenchus africanus
- Ditylenchus angustus
- Ditylenchus destructor
- Ditylenchus dipsaci
- Dolichodorus heterocephalus

## G
- Globodera pallida
- Globodera rostochiensis
- Globodera tabacum

## H
- Helicotylenchus dihystera
- Hemicriconemoides kanayaensis
- Hemicriconemoides mangiferae
- Hemicycliophora arenaria
- Heterodera avenae
- Heterodera betae (Geel bietencystenaaltje)
- Heterodera cajani
- Heterodera carotae
- Heterodera ciceri
- Heterodera schachtii (Wit bietencystenaaltje)
- Hoplolaimus galeatus
- Heterodera glycines (Sojabooncystenaaltje)
- Hoplolaimus indicus
- Hoplolaimus magnistylus
- Hoplolaimus seinhorsti
- Hoplolaimus uniformis

## L
- Longidorus africanus
- Longidorus maximus
- Longidorus sylphus

## M
- Meloidogyne acronea
- Meloidogyne arenaria
- Meloidogyne artiellia
- Meloidogyne brevicauda
- Meloidogyne chitwoodi
- Meloidogyne enterolobii
- Meloidogyne fallax (Bedrieglijk maiswortelknobbelaaltje)
- Meloidogyne hapla (Noordelijk wortelknobbelaaltje)
- Meloidogyne incognita
- Meloidogyne javanica
- Meloidogyne naasi
- Meloidogyne partityla
- Meloidogyne thamesi
- Merlinius brevidens
- Mesocriconema xenoplax

## N
- Nacobbus aberrans

## P
- Paralongidorus maximus
- Paratrichodorus minor
- Paratylenchus curvitatus
- Paratylenchus elachistus
- Paratylenchus hamatus
- Paratylenchus macrophallus
- Paratylenchus microdorus
- Paratylenchus projectus
- Paratylenchus tenuicaudatus
- Pratylenchus alleni
- Pratylenchus brachyurus
- Pratylenchus coffeae
- Pratylenchus crenatus
- Pratylenchus dulscus
- Pratylenchus fallax
- Pratylenchus flakkensis
- Pratylenchus goodeyi
- Pratylenchus hexincisus
- Pratylenchus loosi
- Pratylenchus minutus
- Pratylenchus mulchandi
- Pratylenchus musicola
- Pratylenchus neglectus
- Pratylenchus penetrans
- Pratylenchus pratensis
- Pratylenchus reniformia
- Pratylenchus scribneri
- Pratylenchus thornei
- Pratylenchus vulnus
- Pratylenchus zeae

## Q
- Quinisulcius acutus
- Quinisulcius capitatus

## R
- Radopholus similis

## S
- Subanguina picridis

## T
- Tylenchorhynchus brevilineatus
- Tylenchorhynchus claytoni
- Tylenchorhynchus dubius
- Tylenchorhynchus maximus
- Tylenchorhynchus nudus
- Tylenchorhynchus phaseoli
- Tylenchorhynchus vulgaris
- Tylenchorhynchus zeae
- Tylenchulus semipenetrans

## X
- Xiphinema americanum
- Xiphinema bakeri
- Xiphinema brevicolle
- Xiphinema diversicaudatum
- Xiphinema index
- Xiphinema insigne
- Xiphinema rivesi
- Xiphinema vuittenezi